# Campeonato Africano de Corta-Mato de 2012
O Campeonato Africano de Corta-Mato de 2012 foi a  2ª edição da competição organizada pela Confederação Africana de Atletismo no dia 18 de março de 2012. Teve como sede a Cidade do Cabo na África do Sul, sendo disputadas 4 categorias entre sênior e júnior. 

## Medalhistas
Esses foram os resultados do campeonato. 

### Individual
| Evento                 | Ouro                             | Ouro      | Prata                          | Prata     | Bronze                         | Bronze    |
| ---------------------- | -------------------------------- | --------- | ------------------------------ | --------- | ------------------------------ | --------- |
| Sênior masculino 12 km | Clement Kiprono Langat (KEN)     | 35:43 min | Teklemariam Medhin (ERI)       | 35:50 min | Atsedu Tsegay Tesfay (ETH)     | 36:14 min |
| Sênior feminino 8 km   | Joyce Chepkirui (KEN)            | 27:04 min | Margaret Wangari Muriuki (KEN) | 27:05 min | Emily Chebet (KEN)             | 27:06 min |
| Júnior masculino 8 km  | Muktar Edris Awel (ETH)          | 23:30 min | Japhet Kipyegon Korir (KEN)    | 23:31 min | Justine Kiprop Cheruiyot (KEN) | 23:31 min |
| Júnior feminino 6 km   | Faith Chepngetich Kipyegon (KEN) | 19:32 min | Agnes Jebet Tirop (KEN)        | 19:34 min | Nancy Chepkwemoi (KEN)         | 19:37 min |

### Equipe
| Evento                 | Ouro                                                                                                 | Ouro    | Prata                                                                                             | Prata   | Bronze                                                                                      | Bronze  |
| ---------------------- | --- | ------- | ------------------------------------------------------------------------------------------------- | ------- | ------------------------------------------------------------------------------------------- | ------- |
| Sênior masculino 12 km | Quênia · Langat · Timothy Kosgei Kiptoo · Vincent Kiprop Chepkok · Fredrick Musyoki Ndunge           | 2:26:11 | Eritreia · Medhin · Kidane Tadesse · Nassir Dawud · Mulue Andom                                   | 2:27:47 | Etiópia · Tesfay · Ayele Megerssa Feyisa · Abere Chane Lema · Chalachew Asmamaw Tiruneh     | 2:27:53 |
| Sênior feminino 8 km   | Quênia · Chepkirui · Muriuki · Chebet · Esther Chemtai Ndiema                                        | 1:48:23 | Etiópia · Belaynesh Oljira · Abebech Afework Bekele · Aberash Nesga Bedasa · Genet Yalew Kassahun | 1:50:26 | Uganda · Annet Negesa · Viola Chemos · Juliet Chekwel · Nancy Chaptegei                     | 1:53:17 |
| Júnior masculino 8 km  | Quênia · Korir · Cheruiyot · Cornelius Kipruto Kangogo · William Malel Sitoniki                      | 1:34:21 | Etiópia · Awel · Hagos Gebrhiwot Berhe · Yitayal Atnafu Zerihu · Fikadu Haftu Tsadik              | 1:34:43 | Eritreia · Ghirmay Ghebreslassie · Tesfagaber Ayahuney · Tsegay Tuemay · Dawit Weldesilasie | 1:36:51 |
| Júnior feminino 6 km   | Etiópia · Ruti Aga Sora · Alemitu Heroye Banata · Buze Diriba Kejela · Goitetom Gebresilass Teklegzi | 1:20:12 | Eritreia · Letekidan Gebreham · Fikadu Tsegay · Weini Kelati · Tsega Fsiha                        | 1:24:50 | Marrocos · Khadija El Moussaoui · Fadwa Sidimadane · Fouziya El Wahrani · Soukaina Atanane  | 1:30:24 |

## Participantes
| - Angola - Benim - Botswana - República do Congo - Egito - Guiné Equatorial - Eritreia - Etiópia | - Quênia - Lesoto - Malawi - Ilhas Maurícias - Marrocos - Moçambique - Namíbia | - África do Sul - Ruanda - Sudão - Essuatíni - Uganda - Zâmbia - Zimbabwe |